# Heinrich Eduard von Stiernberg
Heinrich Eduard von Stiernberg (* 19. April 1807 in Helsa; † 27. Oktober 1884 in Kassel) war ein deutscher Jurist, Politiker und Innenminister im Kurfürstentum Hessen.

## Leben
Von Stiernberg war 1848–1849 Staatsanwalt und anschließend Obergerichtsrat in Marburg. 1851 wurde er zum Vortragenden Rat im Innenministerium berufen. Von 1852 bis 1859 wirkte er als Landtagskommissar in der kurhessischen Ständeversammlung. In den Jahren 1855/1856 und 1859/1860 war er Vorstand des Innenministeriums, 1863 Direktor der Landeskreditkasse und ab 1865 schließlich Obersteuerdirektor.